# Bichlhof (Gemeinde Schweiggers)
Bichlhof ist ein Ort in der Marktgemeinde Schweiggers im Bezirk Zwettl in Niederösterreich.
Der Weiler Bichlhof gehört zur Ortschaft Siebenlinden. Bichlhof wurde 1200 erstmals urkundlich erwähnt. Der Ort befindet sich auf einer Seehöhe von 672 Metern und besteht aus 6 Häusern mit 32 Einwohnern. 1990 wurde das Ortsgebiet vollständig verkabelt.